# Witflankberghoningkruiper
De witflankberghoningkruiper (Diglossa albilatera) is een zangvogel uit de familie Thraupidae (tangaren).

## Verspreiding en leefgebied
Deze soort telt 4 ondersoorten:
- D. a. federalis: noordelijk Venezuela.
- D. a. albilatera: van noordwestelijk Venezuela tot zuidelijk Ecuador.
- D. a. schistacea: zuidwestelijk Ecuador en noordwestelijk Peru.
- D. a. affinis: van noordelijk tot het zuidelijke deel van Centraal-Peru.